# Thursday - Giovedì
Thursday - Giovedì è un film del 1998 scritto e diretto da Skip Woods.

## Trama
Casey ha mollato la precedente vita di spacciatore e delinquente al fianco del suo collega e amico Nick.
Trasferitosi a Los Angeles intraprende gli studi per diventare architetto ed è durante una serata di studio nel solito locale che incontra e si innamora di Christine. I due si sposano ma dopo tre anni e mezzo il loro rapporto sembra essere ad un vicolo cieco. Lui, perso nelle responsabilità di una vita che non gli appartiene veramente, e lei, altrettanto presa dalla propria carriera.
Un giovedì come tanti altri, una chiamata del suo vecchio amico Nick sconvolge la sua nuova vita, già in un equilibrio instabile, dovuto ai suoi problemi con la moglie. Casey si ritrova la propria casa invasa da amici e nemici di Nick il quale sembra scomparso lasciandolo solo a spiegare ai nuovi ospiti dove sia sparito un carico di eroina.